# Kaap Portland
Kaap Portland (Engels: Cape Portland) is de naam van de noordoostelijke punt van het eiland Tasmanië. De kaap is zo genoemd ter ere van de Hertog van Portland door de Engelse ontdekkingsreiziger Matthew Flinders toen hij in 1798 Tasmanië rondde samen met George Bass aan boord van de Norfolk. Cape Portland is tevens een gelijknamige plaats op dezelfde locatie.